# Leucobryum leucophanoides
Leucobryum leucophanoides är en bladmossart som beskrevs av C. Müller 1886. Leucobryum leucophanoides ingår i släktet Leucobryum och familjen Dicranaceae. Inga underarter finns listade i Catalogue of Life.